# Иньо (округ)
И́ньо (англ. Inyo) — округ на востоке Центральной Калифорнии в восточной части гор Сьерра-Невада к юго-востоку от национального парка Йосемити. Окружной центр — статистически обособленная местность Индепенденс. Население округа, по данным переписи 2000 года, составляет 17 945 человек. Является самым жарким округом в мире.

## География
Общая площадь округа равняется 26 487,8 км², из которых 26 425,6 км² составляет суша и 62,2 км² — вода. Территория округа включает в себя долину Оуэнс, горы Сьерра-Невада, Белые горы и Иньо. Самая высокая точка Континентальных Соединённых Штатов, гора Уитни, расположена на западной границе Иньо с округом Туларе. Самая низкая точка в Северной Америке, впадина Бэдуотер в национальном парке Долина Смерти, расположена на востоке округа.

### Соседние округа
На севере Иньо граничит с округом Моно, на северо-востоке с округом Эсмералда (штат Невада), на востоке с округом Най (Невада), на юго-востоке с округом Кларк (Невада), на юге с Сан-Бернардино, на юго-западе с округом Керн, на западе с округами Туларе и Фресно.

### Города
В округе расположен лишь один город Бишоп, который является также самым густонаселенным населённым пунктом Иньо.

## Транспорт

### Автомагистрали
- US 6
- US 395
- SR 127
- SR 136
- SR 168
- SR 178
- SR 190

### Аэропорты
В округе расположены аэропорты Бишоп, Индепенденс и Лон-Пайн.